# Salih Uçan
Salih Uçan (Marmaris, 1994. január 6. –) török labdarúgó, a török Beşiktaş játékosa.

## Pályafutása

### A válogatottban
Valamennyi korosztályban játszott a török válogatottban. Tagja volt a török U20-as válogatottnak is a 2013-as U20-as labdarúgó-világbajnokságon. 2013. november 15-én játszotta első felnőtt válogatott mérkőzését Észak-Írország ellen Adanában.

## Statisztika

### A válogatottban
| Válogatott  | Év       | Mérk. | Gólok |
| ----------- | -------- | ----- | ----- |
| Törökország |          |       |       |
| 2013        | 1        | 0     |       |
| 2023        | 2        | 0     |       |
| Összesen    | Összesen | 3     | 0     |